# Nogosari (Rambipuji)
Nogosari is een bestuurslaag in het regentschap Jember van de provincie Oost-Java, Indonesië. Nogosari telt 18.813 inwoners (volkstelling 2010).